# Генриетта Аделаида Савойская
Генриетта Аделаида Савойская (фр. Henriette Adélaïde de Savoie, нем. Henriette Adelheid von Savoyen; 6 ноября 1636[…], Турин — 13 июня 1676, Мюнхен) — принцесса Савойская, в браке — курфюрстина Баварии.

## Биография
Принцесса Генриетта Аделаида была шестым ребёнком и третьей дочерью савойского герцога Виктора Амадея и его супруги Марии Кристины Французской. Имела сестру-близнеца принцессу Екатерину Беатрису, скончавшуюся в 1637 году. По материнской линии — внучка короля Франции Генриха IV и Марии Медичи.
В возрасте одного года Генриетта Аделаида лишилась отца. Её мать стала регентом при малолетнем герцоге Франце Гиацинте. Но братья отца, кардинал Морис и герцог Томас, оспаривали власть герцогини. Противостояние закончилось в 1642 году мирным соглашением и браком между Морисом и Луизой Кристиной, старшей сестрой Генриетты Аделаиды. В 1650 году решилась и судьба самой принцессы. 8 декабря в кафедральном соборе Турина был заключён брак по доверенности с баварским наследным принцем Фердинандом Марией. Место отсутствующего жениха занял её младший брат принц Карл Эммануил.
Почти через год (27 сентября 1651 года) её муж стал курфюрстом Баварии в связи со смертью отца Максимилиана I. В 1652 год у супружеская пара встретилась в первый раз в Мюнхене. 25 июня 1652 в Мюнхене состоялось повторное бракосочетание.
Принцесса Генриетта Аделаида была советником своего мужа. Она оказала большое влияние на баварскую политику и способствовала заключению альянса с Францией против Австрии. Результатом этого союза стал брак её старшей дочери принцессы Марии Анны и дофина Франции Людовика. Курфюрстина принимала активное участие в строительстве дворца Нимфенбург и Театинеркирхе, способствовала привлечению иностранных художников в Мюнхен. Развивала итальянскую оперу в Баварии.
Курфюрстина Генриетта Аделаида скончалась в Мюнхене и была похоронена в Театинеркирхе, построенной по приказу её мужа за рождение долгожданного наследника.

## Дети
Долгое время брак, заключённый в 1650 году, был бездетным. Позднее супруги имели 8 детей, четверо из которых скончались в младенчестве:
- Мария Анна Кристина Виктория (28 ноября 1660—20 апреля 1690) — супруга Людовика Великого Дофина;
- Максимилиан Эммануил (11 июля 1662—26 февраля 1726)
- Луиза Маргарита Антония (18 сентября 1663—10 ноября 1665)
- Людвиг Амадей Виктор (6 апреля 1665—11 декабря 1665)
- мертворожденный (1666)
- Каетан Мария Франц (2 мая 1670—7 декабря 1670)
- Йозеф Клеменс Каетан (5 декабря 1671—12 ноября 1723)— курфюрст Кёльнский
- Виоланта Беатриса (23 января 1673—29 мая 1731)— супруга Фердинанда Медичи, наследного принца Тосканы